# Macabeo

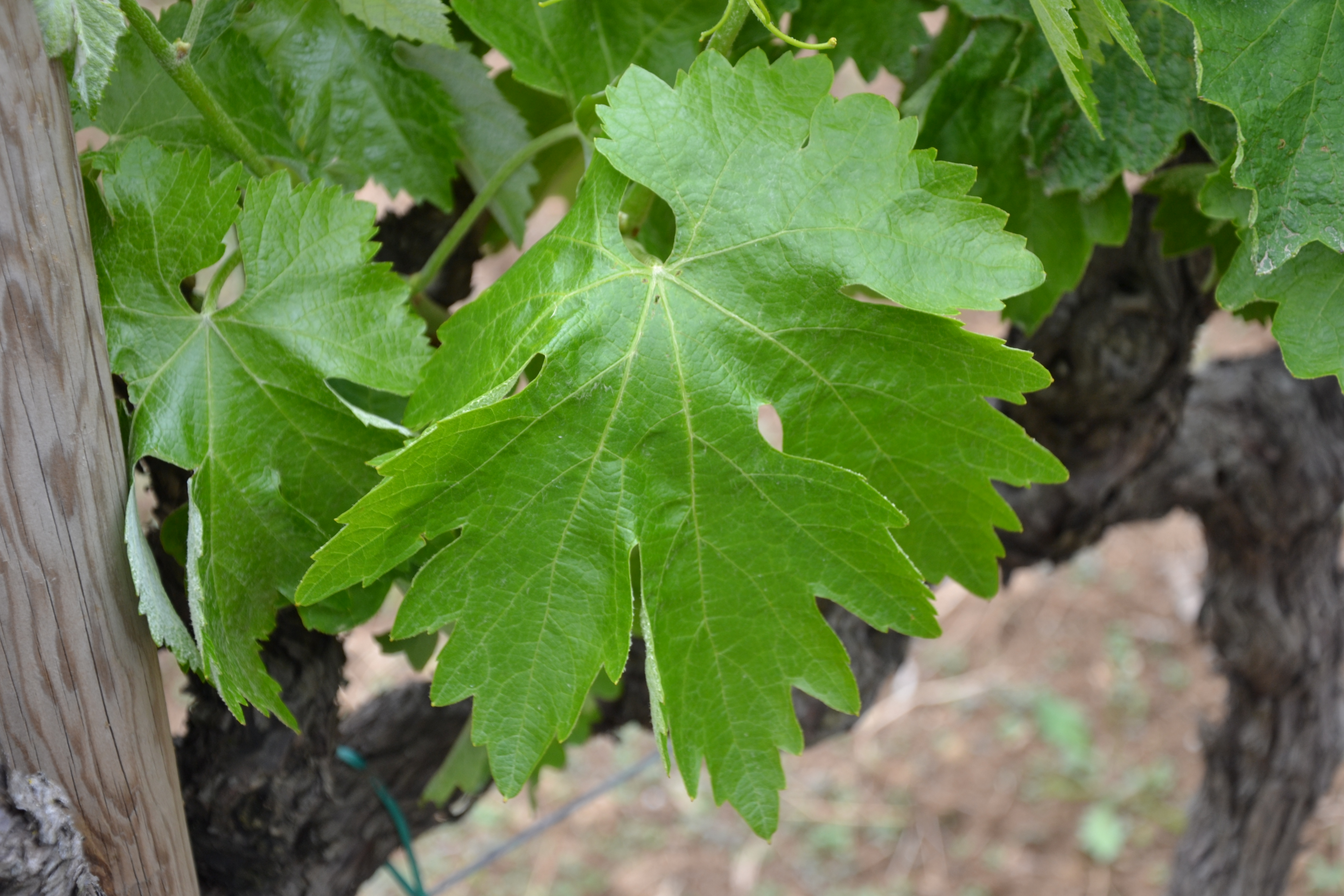
Macabéo levele

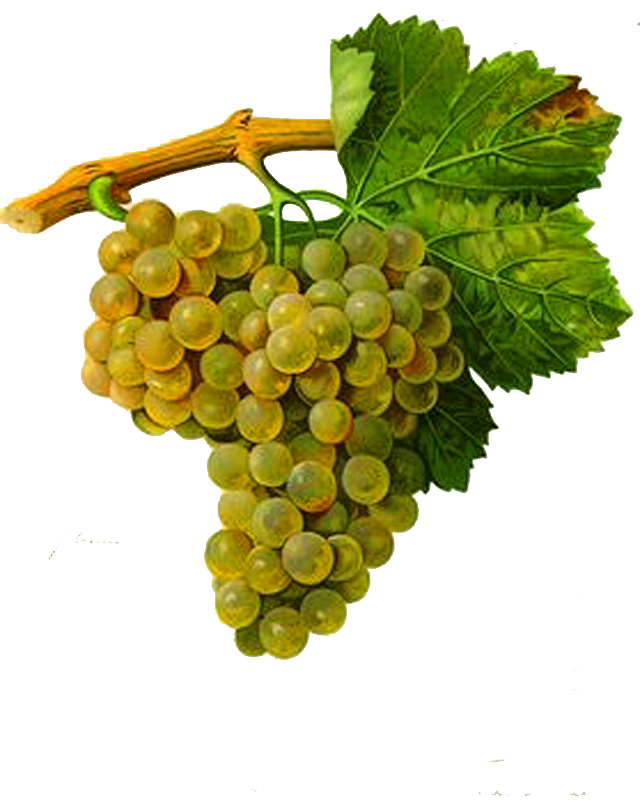
Macabéo fürt (illusztráció)

A macabeo (macabéo) egy  fehérbort adó szőlőfajta. A Rioja borvidéken viura néven ismerik

## Elterjedése
Jellegzetesen spanyol fajta; fő területe a központi fennsíki borrégió (Kasztília-La Mancha), de az ország egész északi részén előfordul. Maccabeu néven kisebb mennyiséget Dél-Franciaországban (a Languedoc-Roussillon borvidéken) is termelnek.

## Jellemzése
A Mediterráneum viszonylag hűvösebb, hegyi területein ideális.

## Felhasználása
Bora oxidálódásra nem hajlamos, ennek ellenére jellemzően fiatalon fogyasztandó borokat készítenek belőle. Tovább érlelve komplex ízjegyeket vesz fel, ami miatt Katalóniában (a mediterrán partvidéki borrégió északi részén) a parellada és a xarel-lo fajtákkal házasítják. A cava (spanyol pezsgő) meghatározó fajtája.  Koncentrált borokat azonban csak idősebb ültetvényekről és jelentős terméskorlátozás mellett ad.